# Zur Heiligen Familie (Kamen)

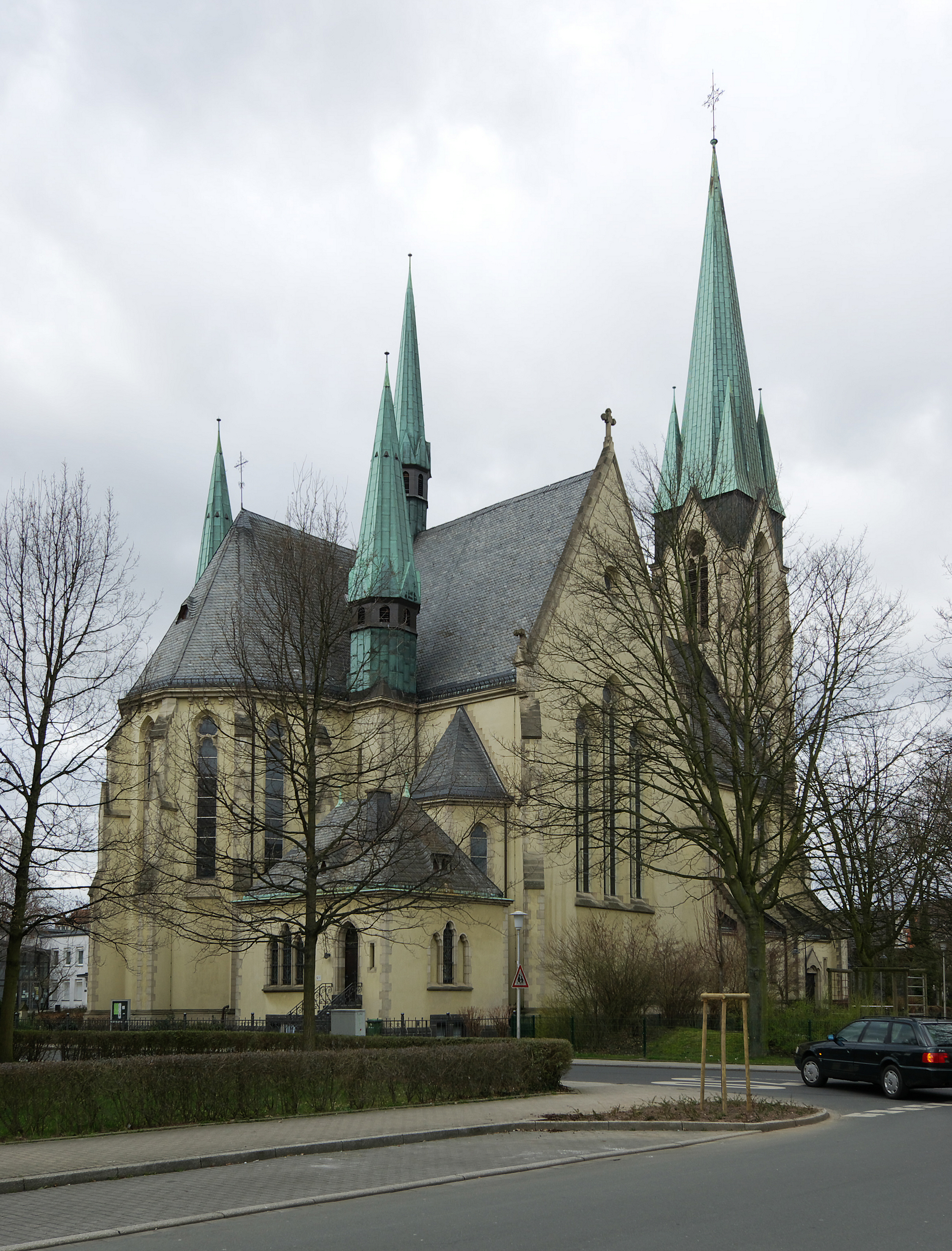
Pfarrkirche Zur Heiligen Familie

Die katholische Pfarrkirche Zur Heiligen Familie ist ein denkmalgeschütztes Kirchengebäude am Kirchplatz in Kamen, im Kreis Unna (Nordrhein-Westfalen).

## Geschichte und Architektur
Das Gebäude wurde von 1901 bis 1902 von August Menken als verputzter Bau mit Eckquaderung errichtet. Der hohe, schlanke Nordturm bildet bewusst einen Gegenakzent zum Turm der evangelischen Kirche am anderen Ende des Platzes. Die Apsiden der nach Süden ausgerichteten, neugotischen Querhausbasilika stehen auf einem polygonalen Grundriss.
Im Inneren ruhen Rippengewölbe auf zum Teil abgekragten Diensten. In die niedrigeren Seitenschiffe wurden Gratgewölbe eingezogen. Die Westempore steht auf einer Dreierarkatur. Die Kapitelle sind mit auffallendem Blattschmuck, Kopfkonsolen und Masken verziert.

## Ausstattung
- Die neugotische geschnitzte Ausstattung besteht aus den Altären und dem Kanzeldeckel mit durchbrochenen Fialaufsätzen.
- Mehrere barocke Heiligenfiguren runden das Bild ab.
- Die Orgel wurde 1934 von Orgelbau Johannes Klais eingebaut.
- 1989 musste das Geläut aus Eisenhartgussglocken stillgelegt werden. Die Gießerei Petit & Edelbrock lieferte vier neue Bronzeglocken der Tonfolge d′-f′-g′-a′, die zusammen mit der erhaltenen Bronzeglocke b′ von 1902 erklingen.